# Manuel Aurelio Cruz
Manuel Aurelio Cruz (Havana, Cuba, 2 de dezembro de 1953) é prelado cubano-norte-americano da Igreja Católica Romana. É bispo auxiliar de Newark desde 2008.

## Biografia
Natural de Havana, Cuba, frequentou a Universidade Seton Hall em South Orange, Nova Jérsei, de 1972 a 1976, onde obteve o bacharelado em Filosofia. De 1976 a 1980, cursou Teologia no Seminário da Imaculada Conceição, obtendo um mestrado em Sagradas Escrituras.
Foi ordenado sacerdote para a Arquidiocese de Newark em 31 de maio de 1980. Desempenhou as seguintes funções: vigário da Paróquia Santo Rosário em Elizabeth (1980-1982) e da Catedral Basílica do Sagrado Coração em Newark (1982-1995). A partir de 1995, tornou-se capelão do Centro Médico Saint Michael e, a partir de 2003, diretor arquidiocesano da Pastoral Sanitária.
Também a partir de 1995, tornou-se instrutor no Departamento de Medicina e do laboratório de patologia da Universidade de Medicina e Odontologia de Nova Jérsei em Newark e, desde 2001, possui o título de professor assistente adjunto da mesma instituição. Foi membro da Sociedade de Neuropatologia de Nova Iorque e membro da comissão de ética do Centro Médico Saint Michael.
Em 7 de dezembro de 1999, foi nomeado Capelão de Sua Santidade.
Papa Bento XVI nomeou-o, em 9 de junho de 2008, bispo-auxiliar de Newark, assinalando-o com a sé titular de Gaguari. O arcebispo de Newark, Dom John Joseph Myers, consagrou-o em 8 de setembro do mesmo ano. Os co-consagrantes foram Dom Peter Leo Gerety, arcebispo emérito de Newark, e Dom Frei David Arias Pérez, OAR, bispo-auxiliar emérito de Newark.